# Constructo (psicología)
El constructo psicológico, también constructo hipotético o construcción psicológica, es una herramienta utilizada para facilitar la comprensión del comportamiento humano. Un constructo psicológico es una etiqueta para un conjunto de comportamientos.  
Las ciencias del comportamiento utilizan construcciones como la conciencia, la inteligencia, el poder político, la autoestima y la cultura de grupo. Por ejemplo, si un estudiante ve a otra sentada en un salón de clases antes de un examen mordiéndose las uñas y moviéndose nerviosamente, la interpretación podría ser que está experimentando ansiedad. En ese caso, la ansiedad es una construcción que subyace a la conducta que se observa.  
Un constructo psicológico es una causa hipotética de un determinado comportamiento. Un constructo deriva su nombre del hecho de que es una construcción mental, derivada de un proceso científico: observar fenómenos naturales, inferir las características comunes de esas observaciones y construir una etiqueta para la comunidad o la causa subyacente. Una construcción deriva su valor científico del significado compartido que representa para diferentes personas. Si una construcción está claramente articulada y los fenómenos que engloba están claramente definidos, se convierte en una útil herramienta conceptual que facilita la comunicación. Una vez definidos, las construcciones se convierten en objetos de escrutinio conceptual por derecho propio. Las construcciones resumen los dominios del comportamiento y son los componentes básicos de las teorías científicas.

## Definición de los constructos
La solución del problema de la definición es definir un constructo respecto de otros constructos; son las llamadas definiciones constitutivas. Otra posibilidad de definición son las llamadas definiciones operacionales de los constructos que buscan referir al constructo que pretenden definir en función de las operaciones en virtud de las cuales se puede inferir dicho constructo, es decir, gracias a las cuales se puede ver su presencia o ausencia o la magnitud en que se presenta. Las operaciones pueden estar referidas en forma de valores numéricos, como los que se obtienen al pasar una prueba de cociente intelectual, o de otro tipos de medida (tiempos de reacción, cantidad de recuerdo...)